# Тиновка (Полоцкий район)
Тиновка (бел. Ці́наўка) — деревня в Полоцком районе Витебской области Беларуси. В составе Азинского сельсовета.

## География
Автодорогой (ул. Набережная) соединена с центром сельсовета — деревней Азино, расположенной на востоке. В 1 километре на север расположена деревня Званое.

### Гидрография
Расположена между тремя озёрами: примерно в 300 метра севернее озеро Белое, Званое (на северо-западе) и Завелье (местное название Сельное) на юге.

## Население
- 1999 год — 17 жителей (перепись населения)
- 2009 год — 13 жителей (перепись населения)

## Достопримечательность
- Источник Св. мученицы Ирины. На окраине деревни.